# Aérodrome de Saint-Frédéric
L'aérodrome de Saint-Frédéric,(TC LID : CSZ4) est situé près de la municipalité de Saint-Frédéric, Québec, Canada.
L'aéroport est la propriété de l'entreprise Grondair. Les installations comprennent un terminal, quatre hangars ainsi qu'une piste asphaltée de 3600 pieds de longueur par 75 pieds de largeur.